# 渡辺貞一
渡辺 貞一（わたなべ ていいち、1917年3月30日 - 1981年7月29日）は、青森県出身の画家。
分野:洋, 画家 (洋)

## 経歴
国画会会員の洋画家渡辺貞一は、1917年（大正6年）3月30日に青森県で生まれる。1933年に青森師範図画専科に入学し、高田広喜にデッサン・油絵を習う。1935年に上京し、1937年まで川端画学校で学ぶ。
1941年に第16回国画会展に「温室」が初入選した。1943年に喀血のため倒れ療養のため帰郷したが、1944年に再び上京して海軍要員に応募し南ボルネオに出征した。
戦後も同展に出品し、1952年国画会国画会 (2023-12-17T21:20Zの版)会友に推され、翌年国画会若手グループで「三季会」を結成、1956年第30回展出品作「日蝕」で会友優作賞を受けた。
1957年第1回朝日美術団体選抜新人展に「森の話」を出品、翌年国画会会員に推挙された。1962年には第36回国画会展出品作「囚われの船」が朝日ジャーナルの表紙に用いられた。1964年から翌年にかけてヨーロッパを巡遊する。国展出品とともに、1956年12月の村松画廊を最初に、しばしば個展を開催して制作発表を行い、主なものに1966年の西武ギャラリー、1972年の日仏画廊、1979年の現代画廊などがある。
1981年7月29日胃癌のため東京都練馬区の自宅で死去した。享年64。
没後、1982年に青森市民美術展示館で「渡辺貞一遺作展」が開催された。国展への主な出品作に、「冬の教会」(23回)「裸婦」(26回)「屋上の幻想」(28回)「極光2」(43回)「川原の風景」(47回)「羅針儀の風景」(49回)などがある。